# Cercosporella virgaureae
Cercosporella virgaureae är en svampart som först beskrevs av Thüm., och fick sitt nu gällande namn av Allesch. 1895. Cercosporella virgaureae ingår i släktet Cercosporella och familjen Mycosphaerellaceae.   Inga underarter finns listade i Catalogue of Life.